# Manuel de Amat y Junyent
Manuel de Amat y Junyent Planella Aymerich y Santa Pau (en catalán: Manuel d'Amat i de Junyent; Vacarisas, Barcelona, España, 1704-Barcelona, Barcelona, España, 14 de febrero de 1782) fue un militar y administrador virreinal español. Gobernador de Chile (1755-1761) y Virrey del Perú (1761-1776).

## Biografía
Nació en el seno de una aristocrática familia española, radicada en Cataluña. Hijo de Josep d'Amat i de Planella (primer Marqués de Castellbell) y de Maria Anna Junyent i Vergós (hija del primer Marqués de Castellmeiá).
Demostró tener dotes castrenses desde muy joven, participando ya en 1719 en acciones bélicas contra los franceses en Aragón. A los 17 años ingresó en la Orden de Malta y marchó a la isla como caballero permaneciendo en ella cuatro años. Sirvió en las guerras de África y por ello obtuvo el mando del Regimiento de los Dragones de Sagunto.
Se destacó en la batalla de Bitonto (Reino de Nápoles, 25 de mayo de 1734) con el contingente que al mando del conde de Montemar derrotó a las tropas austríacas de Visconti y Traun, en la guerra de sucesión de Polonia y sobresalió en el asedio de Gaeta (1734). En su carrera militar llegó a alcanzar el grado de mariscal de campo.

## Gobernador de Chile
Pasó a América cuando en 1755 fue nombrado Gobernador y Presidente de la Real Audiencia de Chile. Recorrió todo el país y mandó construir varias fortificaciones en la costa y en la frontera mapuche, como Santa Bárbara, y fundó poblaciones junto a ellas, como Hualqui, Nacimiento y Talcamávida. Convocó parlamentos con los mapuches, primero en el Salto del Laja (1758) y después en Santiago (febrero de 1760), con el fin de garantizar la seguridad de las comunicaciones entre Chiloé y Concepción, pero finalmente sólo consiguió un acuerdo parcial.
En Santiago, emprendió importantes obras públicas y tareas administrativas, como la prolongación de los tajamares del río Mapocho, un mercado en la Plaza de Armas, la reestructuración de la Real Universidad de San Felipe (1757), y la organización, el 12 de octubre de 1758, del primer cuerpo de policía chileno, el cual se llamó "Dragones de la Reina", denominación que mantuvo hasta 1812 cuando pasó a llamarse "Dragones de Chile". Pidió que se le hiciera un Juicio de Residencia, del cual salió favorecido.

## Virrey del Perú
Fue nombrado Virrey del Perú y Presidente de la Real Audiencia de Lima en 1761, sucediendo a José Antonio Manso de Velasco, conde de Superunda, que había gobernado desde 1745. Llegó a la Ciudad de los Reyes el 12 de octubre de 1761 y tomó posesión del cargo en diciembre del mismo año.
En su gobierno se dio la Guerra de los Siete Años entre [Francia] e Inglaterra; por ello Amat tomó medidas de seguridad para asegurar la defensa de los litorales chileno y peruano, especialmente para proteger las zonas costeras y puertos de Chiloé, Concepción, Valdivia, Valparaíso, las islas Juan Fernández, Lima, el Callao y Guayaquil. Los planes de fortificación preveían la construcción de castillos, refuerzo de murallas, construcción de cuarteles, etc. Además creó nuevos cuerpos del ejército, entre ellos la Compañía de Dragones.
Como Virrey también mandó hacer la relación o tipología de la población: enumeración y descripción de diferentes grupos étnicos de América del Sur. En el marco eclesiástico, apoyó a la división y jurisdicciones eclesiásticas en el Virreinato (actualmente Bolivia, Chile y Perú): arquidiócesis, diócesis, provincias, repartos, parroquias, etc. y promovió asignaciones, ingresos y vías para su financiación.
Durante su período de gobierno al frente del Virreinato del Perú hizo varias obras de infraestructura en Lima: la Alameda de Acho (1773) como reconstrucción del paseo de la Alameda de los Descalzos, la Plaza de Acho que es la más antigua y la más importante de toda la América taurina además de ser la tercera en antigüedad en el mundo, la Quinta Presa, la Fortificación de la fortaleza del Real Felipe, la Torre de la Iglesia de Santo Domingo y el Paseo de Aguas en el actual distrito del Rímac. La tradición dice que dicha obra la hizo en honor a su pareja Micaela Villegas, más conocida como La Perricholi. Entre las casonas que, según tradiciones orales y leyendas urbanas, tuvo como propiedad está la Quinta del Prado, una señorial vivienda del Jr. Trujillo, entre otras.
Teniendo conocimiento de los descubrimientos de James Cook en la Polinesia, organizó tres expediciones a las Islas de la Sociedad.
Patrocinó la construcción de la nueva Iglesia de Las Nazarenas, la misma que inauguró en enero de 1771.
Su gobierno fue favorable a la corona en cuanto que aumentó considerablemente las remesas a Madrid.
En 1773 fue condecorado por el rey Carlos III con la Orden de San Jenaro. A fines de su gobierno se le hizo el Juicio de residencia, del cual, luego de varias acusaciones de corrupción, salió favorecido.
En 1776 fue cesado como Virrey del Perú, siendo su sucesor Manuel de Guirior.

## Vida en España
En 1776 regresó a Barcelona y mandó construir un suntuoso palacio en La Rambla. Conoció a María Francesca de Fiveller i de Bru, con quien se casó el 3 de junio de 1779; la boda se celebró por poderes, ya que el novio estaba en Madrid.
El 14 de febrero de 1782 murió el virrey. Como herederos dejó a su mujer, su sobrino Antonio Amat y Rocabertí y su hijo Manuel Amat y León (hijo que tuvo con la condesa de Castilla, doña Josefa de León). El heredero del título fue su sobrino, mientras su hijo con la condesa de Castilla heredó gran cantidad de dinero, tierras y joyas; mientras, el hijo que tuvo con Micaela Villegas, viajó a la Península para reclamar parte de la herencia, pero debido a su condición de ilegitimidad regresó sin éxito a Lima. La viuda, Maria Francesca de Fiveller de Clasquerí i de Bru, residió en el palacio hasta 1791, por lo cual se lo conoce como el palacio de la Virreina.

## Descendencia
- Con Micaela Villegas y Hurtado de Mendoza:
  - Manuel de Amat y Villegas.
- Con Josefa de León, condesa de Castilla:
  - Manuel de Amat y León